# خوگیری
خوگیری یا عادت‌کردن (به انگلیسی: Habituation)، نوعی یادگیری ناهمخوان یا غیرتداعی است که در آن جانور یاد می‌گیرد تا از محرک‌های دائمی که هیچ سود و زیانی برای او ندارند، صرف‌نظر کند و به آن‌ها پاسخی ندهد.

## مثال‌هایی از عادت‌کردن
پرندگان که ابتدا از مترسکی که در مزرعه گذاشته شده می‌ترسند، اگر جای مترسک تغییر نکند، به زودی به آن بی‌توجه شده و بدون ترس وارد زمین می‌شوند. این رفتار مثالی از یادگیری از نوع عادی شدن است.
همچنین وقتی حلزون روی صفحهٔ شیشه می‌خزد، اگر به شیشه ضربه زده شود حیوان به سرعت به داخل صدف خود عقب‌نشینی می‌کند و پس از مدتی بیرون آمده و به حرکت خود ادامه می‌دهد. با ضربهٔ مجدد به داخل صدف می‌خزد؛ اما این بار سریع‌تر از بار نخست خارج خواهد شد. واکنش حلزون به همین ترتیب با بی‌تفاوتی بیش‌تری توام می‌شود تا اینکه کلاً دیگر واکنش نداشته باشد.

## مطالعات کلارک روی کِرم نرئیس

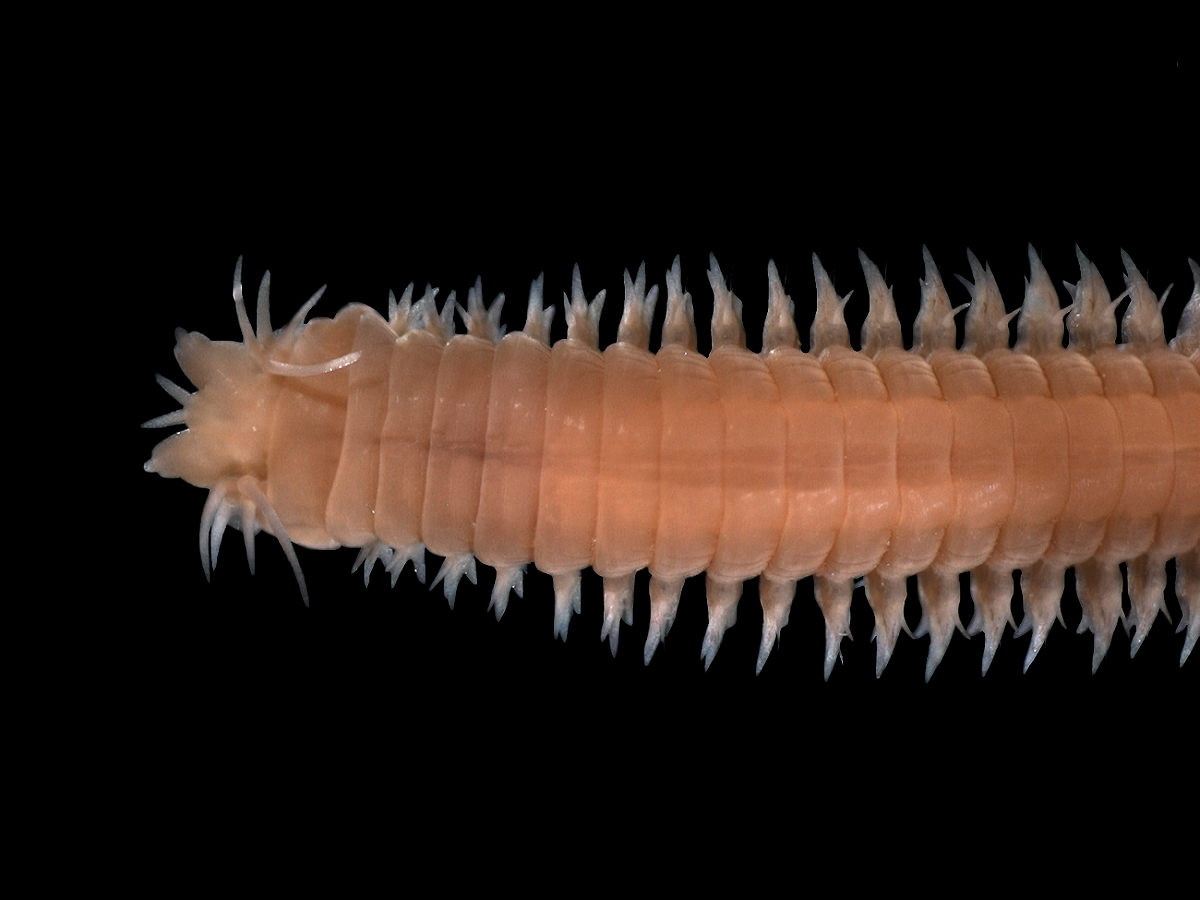
یکی از کرم‌های سردهٔ نرئیس

کِرم نرئیس با نام علمی Hediste diversicolor یک کرم دریایی است که در تونل‌های خودساخته‌اش در کف آب‌های شور زندگی می‌کند. کرم برای تغذیه باید سر و بندهای جلویی بدنش را از تونل بیرون بیاورد. محرک‌هایی چون ارتعاش آب، لمس سر کرم و عبور ناگهانی یک سایه از فراز حیوان، موجب می‌شوند که کرم به سرعت خود را به درون تونل بکشد. سپس کرم ظرف یک دقیقه دوباره از تونل خارج می‌شود و تغذیه را ادامه می‌دهد.
کلارک دریافت که اگر هر یک از این محرک‌ها را در فواصل یک دقیقه تکرار کند، درصد کرم‌هایی که واکنش‌پذیری دارند کاهش می‌یابد؛ تا جایی که دیگر هیچ‌کدام عکس‌العمل نشان ندهند.
اگر محرک‌ها را با فواصل زمانی نزدیک‌تر اعمال می‌کرد، عادی شدن سریع‌تر حاصل می‌شد. همچنین سرعت عادی شدن به ماهیت محرک مربوط نیز بستگی داشت. نتیجه‌گیری دیگر کلارک اینکه زایل شدن هر عکس‌العمل مستقل از عکس‌العمل‌های دیگر است؛ بدین معنا که فرایند عادی شدن تا حدود زیادی محرک-ویژه‌است.

## تمایز عادی شدن با فرایندهای غیر یادگیری
هر تغییر در رفتار که منجر به کاهش واکنش‌پذیری جانور نسبت به محرک شود، عادی شدن نیست؛ از این جهت برخی فرایندها که ارتباطی با یادگیری ندارند، ممکن است از آنجا که واکنش‌پذیری جانور را کاهش می‌دهند، با عادی شدن اشتباه شوند.
برای مثال ممکن است کم شدن واکنش به علت تغییرات انگیزشی یا خستگی ماهیچه‌ای باشد؛ یا ممکن است تنها سازشی حسی رخ داده باشد. بسیاری از اندام‌های حسی در برابر تحریکات متوالی نهایتاً از واکنش باز می‌ایستند. در اینجا یک سازگاری حسی رخ داده که ارتباطی با یادگیری از نوع عادی شدن ندارد؛ زیرا عادی شدن خصلتی مربوط به سیستم اعصاب مرکزی است نه اندام حسی.
یک اشتباه متداول در این زمینه استفاده از لفظ عادی شدن در مورد احساس انسان نسبت به لباس خویش است. انسان پس از پوشیدن لباس و گذر زمانی کوتاه، دیگر آن را حس نمی‌کند؛ زیرا گیرنده‌های لمسی پوست واکنش‌پذیری خود را از دست می‌دهند و این مسئله ارتباطی به عادی شدن ندارد.

## عادی شدن در انسان
اگر از صدای یک شیپور از جا کنده شویم، پس از چندین بار تکرار نسبت به آن حساسیت کمتری نشان خواهیم داد.